# 朝月真次郎
朝月 真次郎（あさつき しんじろう、1950年（昭和25年）7月18日 - ）は、日本のファッションデザイナーであり、東京ファッションデザイナー協議会の正会員である。1980年にアパレルメーカーJUNで、レディースブランドジェイ&アール（J&R）のマーチャンダイザーに就任する。その後、1987年、そのメンズラインである、LUNA MATTINOのデザイナーに就任。デザイナーズブランドとして大きな成功を収める。1998年に独立、株式会社アサツキ・デザイン・オフィスを設立し、ブランドMOOD et MOON MODE et MOONを立ち上げ、外苑前に路面店をオープン。演劇・コンテンポラリーダンス・音楽・CM等で衣装の作成や提供を行った。その後、社名を株式会社アサツキデザインエンターテインメントとし、東京・港区海岸にアトリエとショップが一体となった旗艦店をオープンした。現在は戸板女子短期大学教授、、公益財団法人日本ユニフォームセンター専門委員も務める。立正大学文学部地理学科卒業

## 経歴
母親より堅い職種を勧められ、大学は文学部地理学科に進む。しかしその後は、教職の道を拒み、アパレルメーカーJUNの入社試験に合格。営業畑で実績を積み、30歳でマーチャンダイザーになる。J&RのメンズラインとしてLuna Mattinoを立ち上げ、チーフ・デザイナーを務めた。ブランド名は、チーフデザイナーである自身の名前をイタリア語にしたもの。このブランドを、マイケル・ジャクソン、マドンナ等世界的なスターが服を購入するほどのステイタスのあるブランドへと成長させる。THE ALFEE、LUNA SEA、Yoshiki、B'z、長渕剛など、ロックミュージシャンの顧客も多く持っていた。テレビ番組「料理の鉄人」では、鹿賀丈史の衣装を担当。JUN退社後は、株式会社アサツキ・デザイン・オフィスを設立し、外苑前にオリジナルブランド「MOODetMOON MODEetMOON」のショップをオープンさせる。それまで以上に音楽や舞台衣装などに力を入れた活動を展開。レディースブランドLAST SCENEのチーフデザイナーも務めていたこともある。その後、サザビーのブランド（当時）「Silver Spoon」のブランドディレクションを手がけるが、フルスケールでのブランド展開前に撤退する。株式会社アサツキ・デザイン・エンターテインメントと社名を変更し、2004年に東京都港区にテアトーレ・コスチューム・ヒストリアをオープン、2006年にソニーエリクソン au携帯電話の新作と東京コレクションのコラボレーションでW42Sをイメージした衣装を発表。2009年に戸板女子短期大学服飾芸術科専任教授として10年間教授し、2021年には名誉顧問となる。2020年には千葉県富津市に移住し、現地にスタジオを設立。本社も富津に移転し、社名をLUNA MATTINO･STUDIO（株）に変更し、活動を続けている。

## 全衣裳デザイン・制作舞台
- 演劇「シラノ・ド・ベルジュラック」 (幹の会・（株）リリック制作、鵜山仁演出) (2002年)
- ダンス公演「Dolly&砂漠の内臓」 (Ｈ・アール・カオス、有限会社東京アートファクトリー制作、大島早紀子演出) (2000年)
- ミュージカル「エリザベート」（東宝制作、小池修一郎演出）（2000年）
- ダンス公演「神々を創る機械」 (Ｈ・アール・カオス、有限会社東京アートファクトリー制作、大島早紀子演出) (2001年)
- ダンス公演「垂直の夢」 (Ｈ・アール・カオス、有限会社東京アートファクトリー制作、大島早紀子演出) (2001年)
- 演劇「フォーティンブラス」 (青井陽治演出) (2002年)
- 演劇「リア王」 (幹の会・（株）リリック制作、平幹二朗演出) (2002年)
- ダンス公演「エラン・ヴィタール "Eveの躁鬱"」 (Ｈ・アール・カオス、有限会社東京アートファクトリー制作、大島早紀子演出) (2002年)
- ダンス公演「カルミナ・ブラーナ」 (Ｈ・アール・カオス、有限会社東京アートファクトリー制作、大島早紀子演出) (2002年)
- ダンス公演「忘却という神話」 (Ｈ・アール・カオス、有限会社東京アートファクトリー制作、大島早紀子演出) (2003年)
- 音楽活劇「レディ・ゾロ」 (西川信廣演出) (2003年)
- ダンス公演「白夜」 (Ｈ・アール・カオス、有限会社東京アートファクトリー制作、大島早紀子演出) (2004年)
- 舞台「Into the Woods」(新国立劇場制作、宮本亜門演出) (2004年)
- ミュージカル「エリザベート」（東宝制作、小池修一郎演出）（2004年）
- 舞台「冬物語」 (幹の会・（株）リリック制作、平幹二朗演出) (2005年)
- コンテンポラリーダンス公演「神々を創る機械2005」 (Ｈ・アール・カオス制作、大島早紀子演出) (2005年)
- コンテンポラリーダンス公演「ボレロ」 (Ｈ・アール・カオス制作、大島早紀子演出) (2005年)
- 舞台「マクベス」 (明治大学文化プロジェクト制作演出) (2005年)
- ミュージカル「ベルリン・トゥ・ブロードウェイ」 (宝塚クリエイティブアーツ制作、三木章雄演出) (2005年)
- 舞台「オセロー」 (平幹二朗主演演出) (2006年)
- 舞台「Into the Woods」(新国立劇場制作、宮本亜門演出) (2006年)
- ミュージカル「エリザベート」（東宝制作、小池修一郎演出）（2006年）
- 舞台「ウィンザーと陽気な女房たち」 (明治大学文化プロジェクト制作演出) (2006年)
- 舞台「オセロー」 (明治大学文化プロジェクト制作演出) (2007年)
- オペラ「ダフネ」（二期会制作、大島早紀子演出) (2007年）
- ダンス公演「Drop Dead Chaos」 (Ｈ・アール・カオス、有限会社東京アートファクトリー制作、大島早紀子演出) (2007年)
- ブロードウェイミュージカル「蜘蛛女のキス」（梅田芸術劇場制作、荻田浩一演出）（2007年）
- ミュージカル「DRACULA」―ドラキュラ伝説― (クリームエンタテインメント、ドラマチック・デパートメント制作、赤坂雅之藤井大介演出) (2008年)
- 舞台「十二夜」 (明治大学文化プロジェクト（明治大学シェイクスピアプロジェクト）制作演出) (2008年)
- 演劇「ハロルドとモード」 (日本テレビ・エイベックス・ライヴ・クリエイティヴ制作、青井陽治演出) (2008年)
- ブロードウェイミュージカルショー 「SHOW TUNE」 (梅田芸術劇場制作、三木章雄演出) (2008年)
- 舞台「座頭市/唄う絵草紙」 (水谷幹夫演出) (2009年)
- オペラ「La Traviata」（二期会制作、宮本亜門演出）（2009年）
- 舞台「ハムレット」 (明治大学文化プロジェクト制作演出) (2009年)
- 安蘭けいファーストコンサート 「UNO」 (三木章雄演出) (2009年)
- ブロードウェイミュージカル「蜘蛛女のキス」（梅田芸術劇場制作、荻田浩一演出）（2010年）
- ミュージカル「DRACULA―ドラキュラ伝説―」 (クリームエンタテインメント、ドラマチック・デパートメント制作、藤井大介演出) (2008年)
- ミュージカル「エリザベート」（東宝制作、小池修一郎演出）（2010年）
- ミュージカル「ドラキュラ伝説　―千年愛―」 (ドラキュラ制作委員会制作、藤井大介演出) (2010年)
- ダンス・ミュージカル「SILK STOCKINGS 絹の靴下」 (梅田芸術劇場制作、荻田浩一演出) (2010年)
- 舞台「ジパングパイレーツ」(倉重千登世制作 菅野臣太朗演出) (2011年)
- ミュージカル「コードギアス 反逆のルルーシュ -魔人に捧げるプレリュード-」(バンダイナムコライブクリエイティブ、ニッポン放送、M・G・H制作)(2012年)
- 東山義久主演 舞台「ボレロ」 (M・G・H／YKco.／ニッポン放送制作 宇治川まさなり演出) (2013年)
- DANCE ACT 「ニジンスキー」(ニッポン放送／M・G・H制作 荻田浩一演出) (2014年)
- セレブレーション100!宝塚  (梅田芸術劇場制作 三木章雄演出)(2014年)
- 學蘭歌劇『帝一の國』 (ネルケプランニング主催 小林顕作 演出)(2014年)

その他多数

## 参考資料
- 音楽と人編集部 『BEST STAGE (ベストステージ) 2012年 09月号』 音楽と人、2012年、pp. 59-63

## 論文
- 朝月真次郎 『MARIE de TOITAのマーチャンダイジング - 企業MDから教育MDへ - 』戸板女子短期大学「研究年報」第54号 2012年
- 朝月真次郎、久保顕彦、平光くり子 『MARIE de TOITAのバンプードレス ～和竹による新たな骨組み ～』戸板女子短期大学「研究年報」第55号 2013年